# Міжшарський
Міжшарський — острів архіпелагу Нова Земля, що лежить у Баренцовому морі.
Адміністративно належить до Архангельської області.
Найвища точка — 94 метри. Є третім за площею островом архіпелагу (після двох основних островів — Північного та Південного).